# Malacoceros laevicornis
Malacoceros laevicornis är en ringmaskart som först beskrevs av Martin Heinrich Rathke 1837.  Malacoceros laevicornis ingår i släktet Malacoceros och familjen Spionidae. Inga underarter finns listade i Catalogue of Life.